# Kalkungrib
Kalkungrib (latin: Cathartes aura) er en lille grib, som har sit udbredelsesområde i Nord- og Sydamerika.
Kalkungribben kan blive op til 80 centimeter fra hoved til hale.
Kalkungribben har åbne næsebor, og en veludviklet lugtesans, som gør den i stand til at lugte et ådsel selv over store afstande.